# هری فچنر
هری فچنر (انگلیسی: Harry Fechner؛ زادهٔ ۴ مهٔ ۱۹۵۰) بازیکن فوتبال اهل آلمان است.
از باشگاه‌هایی که در آن بازی کرده‌است می‌توان به باشگاه فوتبال زاربروکن و باشگاه فوتبال بوخوم اشاره کرد.